# Sjaak Pieters
Klaas Pieter "Sjaak" Pieters (Zwanenburg, Haarlemmermeer, 22 de juliol de 1957) va ser un ciclista neerlandès, que s'especialitzà en el ciclisme en pista. Del seu palmarès destaquen diferents campionats nacionals, i dues medalles de bronze als Campionats del món en Tàndem.
La seva dona és la gimnasta Ans Dekker. El seu germà Peter i els seus nebots Amy i Roy també s'han dedicat al ciclisme.

## Palmarès
- 1977
  -  Campió dels Països Baixos en Tàndem (amb Laurens Veldt)
- 1978
  -  Campió dels Països Baixos amateur en Quilòmetre
  -  Campió dels Països Baixos en Tàndem (amb Laurens Veldt)
- 1982
  -  Campió dels Països Baixos en Tàndem (amb Ton Vrolijk)
- 1983
  -  Campió dels Països Baixos en Tàndem (amb Ton Vrolijk)
- 1984
  -  Campió dels Països Baixos en Tàndem (amb Ton Vrolijk)
- 1985
  -  Campió dels Països Baixos amateur en Velocitat
  -  Campió dels Països Baixos en Tàndem (amb Ab Harren)